# Veronika Franz
Veronika Franz (* 1965 a Viena) és una guionista i directora de cinema austríaca.

## Biografia
Veronika Franz va estudiar alemany i filosofia i va treballar com a crítica de cinema i columnista al diari Kurier. Com a col·laborador artístic de molts anys, ha acompanyat el director i productor des de 1997 Ulrich Seidl. Va escriure amb ell, entre altres coses. els guions de Hundstage (2001), Import Export (2007), la trilogia Paradise (2012/2013). El 2003, Franz va fundar la Ulrich Seidl Film Produktion juntament amb Seidl.
Va debutar com a directora el 2012 juntament amb Severin Fiala, nebot d'Ulrich Seidl, amb un documental sobre Peter Kern. A la pel·lícula Ich seh Ich seh ambdós van dirigir un llargmetratge per primera vegada, del qual també va escriure el guió. La pel·lícula es va estrenar al Festival de Cinema de Venècia i posteriorment va guanyar múltiples premis, entre ells el "Mèlies d'or" a la millor pel·lícula de gènere europeu del 2015. Ich seh Ich seh també va ser escollida com a entrada d'Àustria per a l'Oscar a la millor pel·lícula de parla no anglesa. Als Premis del Cinema Austríac de 2016 va ser guardonada juntament amb Fiala en les categories "Millor director" i "Millor llargmetratge". Es va rodar un remake estatunidenc de la pel·lícula amb Naomi Watts al paper principal, produït per la productora Animal Kingdom (It Follows, It Comes at Night) finançada per Amazon. L'estrena va tenir lloc el 16 de setembre de 2022.
The Lodge (protagonitzada per Riley Keogh, entre d'altres), el primer llargmetratge en anglès del duet de direcció va ser produït per Hammerfilm i Film Nation (The Arrival). Va celebrar la seva estrena mundial al Festival de Cinema de Sundance 2019. Amb la pel·lícula Des Teufels Bad va ser convidada a competir per l'Os d'Or al 74è Festival Internacional de Cinema de Berlín.
Veronika Franz és membre de l'Acadèmia de Cinema Austríaca. El 2020 va ser nomenada membre del jurat de la 77a Mostra Internacional de Cinema de Venècia.

## Filmografia (selecció)
- 2001: Hundstage (guionista)
- 2003: Jesus, du weißt (guionista)
- 2007: Import Export (guionista)
- 2012: Paradies: Liebe (guionista, col·laboració artística)
- 2012: Kern (directora i guionista)
- 2012: Paradies: Glaube (guionista, col·laboració artística)
- 2013: Paradies: Hoffnung (guionista, col·laboració artística)
- 2014: Im Keller (guionista)
- 2014: Ich seh Ich seh (directora i guionista, juntament amb Severin Fiala)
- 2016: Safari (guionista)
- 2018: Die Sünderinnen vom Höllfall (curtmetratge de l'antologia The Field Guide to Evil, també Die Trud; directora i guionista)[9]
- 2019: The Lodge (directora i guionista, juntament amb Severin Fiala)
- 2022: Rimini (guionista)
- 2022: Sparta (guionista)
- 2022: Servant (Temporada 3, Episodi 9 Commitment); directora juntament amb Severin Fiala
- 2023: Servant (Temporada 4, Episodi 10. Fallen); directora juntament amb Severin Fiala
- 2024: Des Teufels Bad (guionista i directora juntament amb Severin Fiala)

## Premis i nominacions
- 2012: Goldene Taube de la Media Foundation com a part del Leipzig DOK Film Festival per a la pel·lícula Kern (juntament amb Severin Fiala)
- 2013: Premis del Cinema Austríac - nominació a la categoria millor guió per Paradies: Liebe
- 2015: Premi al guió Thomas Pluch – Premi especial del jurat per Ich seh ich seh
- 2015: 28ns Premis del Cinema Europeu – nominació per Ich seh ich seh a la categoria Millor primera pel·lícula
- 2015: Gran Premi Diagonale per Ich seh ich seh a la millor pel·lícula[10]
- 2015: Wiener Filmpreis com a part de la Viennale per Ich seh ich seh[11]
- 2016: Premis del Cinema Austríac – Premi en les categories Millor director i Millor llargmetratge per Ich seh ich seh
- 2020: Nominació a Austríac de l'Any a la categoria Patrimoni Cultural[12]
- 2024: Nominació per a l'Ós d'Or (i Ós de Plata per a la Cinematografia) al 74è Festival Internacional de Cinema de Berlín per Des Teufels Bad[13]
- 2024: Nominació al Premi Teddy per Des Teufels Bad[14]
- 2024: Premi al guió Thomas Pluch – Atorgat el premi principal, nominació al premi especial del jurat per Des Teufels Bad[15]
- 2024: Premis del Cinema Austríac – Premi en la categoria Millor llargmetratge,[16] nominació en la categoria Millor director i millor guionista per Des Teufels Bad[17]